# Розариу (Алмодовар)
Розариу (порт.  Rosário) - фрегезия (район) в муниципалитете Алмодовар округа Бежа в Португалии. Территория – 60,7 км². Население – 606 жителей. Плотность населения – 10 чел/км².